# For You (Selena Gomez)
For You è la prima raccolta della cantante statunitense Selena Gomez, pubblicata il 25 novembre 2014 dalla Hollywood Records.

## Descrizione
Contiene una selezione delle hit principali segnati dalla cantante nel periodo solista e in quello con i Selena Gomez & the Scene. Il prodotto segna la fine del contratto con la Hollywood Records e l'inizio del contratto con la Interscope Records.
Il video del primo singolo, The Heart Wants What It Wants, è stato pubblicato il 6 novembre su VEVO e YouTube e reso disponibile per il download digitale nello stesso giorno.
Il 14 novembre viene reso noto che The Heart Wants What It Wants ha ottenuto 102 000 download nella prima settimana dalla pubblicazione: essendo stato pubblicato di giovedì ha avuto solo quattro giorni a disposizione, ma si è classificato ugualmente come secondo singolo con maggior numero di download in Italia tra quelli della Gomez dopo Who Says, posizionandosi al quarto posto della Digital Songs Chart subito dopo All About That Bass di Meghan Trainor e Blank Space e Shake It Off di Taylor Swift.

## Tracce
1. The Heart Wants What It Wants – 3:47 (Selena Gomez, Antonina Armato, Tim James, David Jost)
2. Come & Get It – 3:51 (Ester Dean, M.S. Eriksen, T.E. Hermansen)
3. Love You like a Love Song – 3:08 (Antonina Armato, Tim James, Adam Schmalholz)
4. Tell Me Something I Don't Know – 2:55 (Antonina Armato, Ralph Churchwell, Michael Nielsen)
5. Who Says – 3:15 (Selena Gomez, Emanuel Kiriakou, Priscilla Hamilton)
6. My Dilemma 2.0 – 3:09 (Antonina Armato, Tim James, Devrim Karaoglu)
7. Round & Round – 3:05 (Kevin Rudolf, Andrew Bolooki, Fefe Dobson, Jeff Halavacs, Jacob Kasher)
8. Forget Forever (Boy Lightning Remix) – 3:46 (Jason Evigan, Clarence Coffee, Alexander Izquierdo, Jordan Johnson, Stefan Johnson, Marcus Lomax)
9. Slow Down – 3:30 (Lindy Robbins, Julia Michaels, Niles Hollowell-Dhar, David Kuncio, Freddy Wexler)
10. A Year Without Rain (Dave Audé Radio Remix) – 3:59 (Lindy Robbins, Toby Gad)
11. Naturally (Dave Audé Radio Remix) – 4:01 (Antonina Armato, Tim James, Devrim Karaoglu)
12. Más (More - Spanish Version) – 3:30 (Edgar Cortazar, Isaac Hasson, Mher Filian, Lindy Robbins)
13. Bidi Bidi Bom Bom (Selena & Selena Gomez) – 4:13 (Pete Astudillo, Selena Quintanilla-Pérez)
14. Falling Down – 3:03 (Ted Bruner, Trey Vittetoe, Gina Schock)
15. Do It – 2:40 (Selena Gomez, Antonina Armato, Tim James, David Jost)

Traccia bonus nella versione di iTunes
1. The Heart Wants What It Wants (Video) – 4:35 (Selena Gomez, Antonina Armato, Tim James, David Jost)